# Fremstabotnstindur
Fremstabotnstindur är en bergstopp i republiken Island. Den ligger i regionen Austurland, 290 km öster om huvudstaden Reykjavík. Toppen på Fremstabotnstindur är 850 meter över havet.
Trakten runt Fremstabotnstindur består i huvudsak av gräsmarker.